# Věra Jenšovská-Kosinová

Pečeť Vatikánského tajného archivu

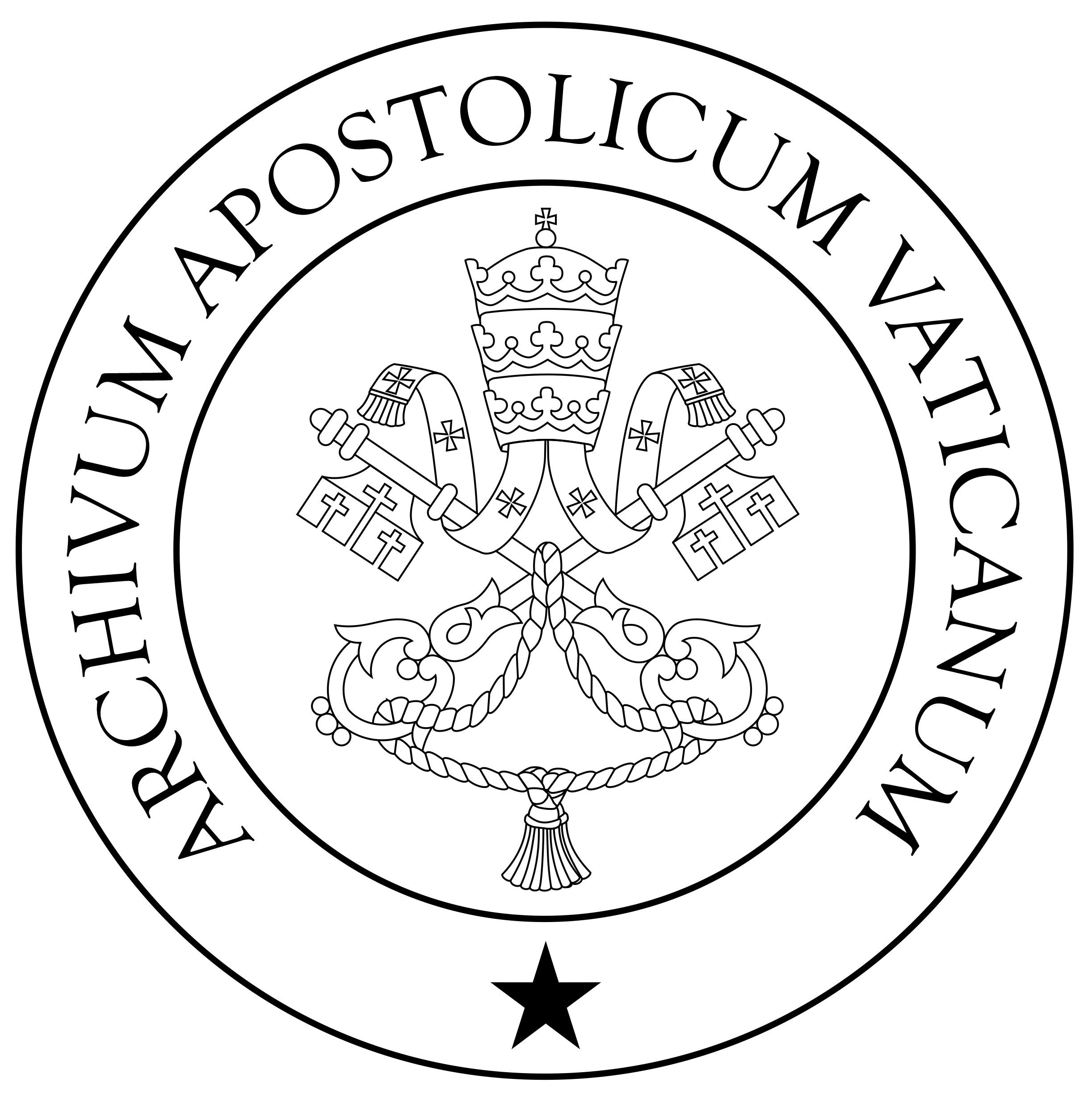
Nová verze pečeti Vatikánského apoštolského archivu (od října 2019)

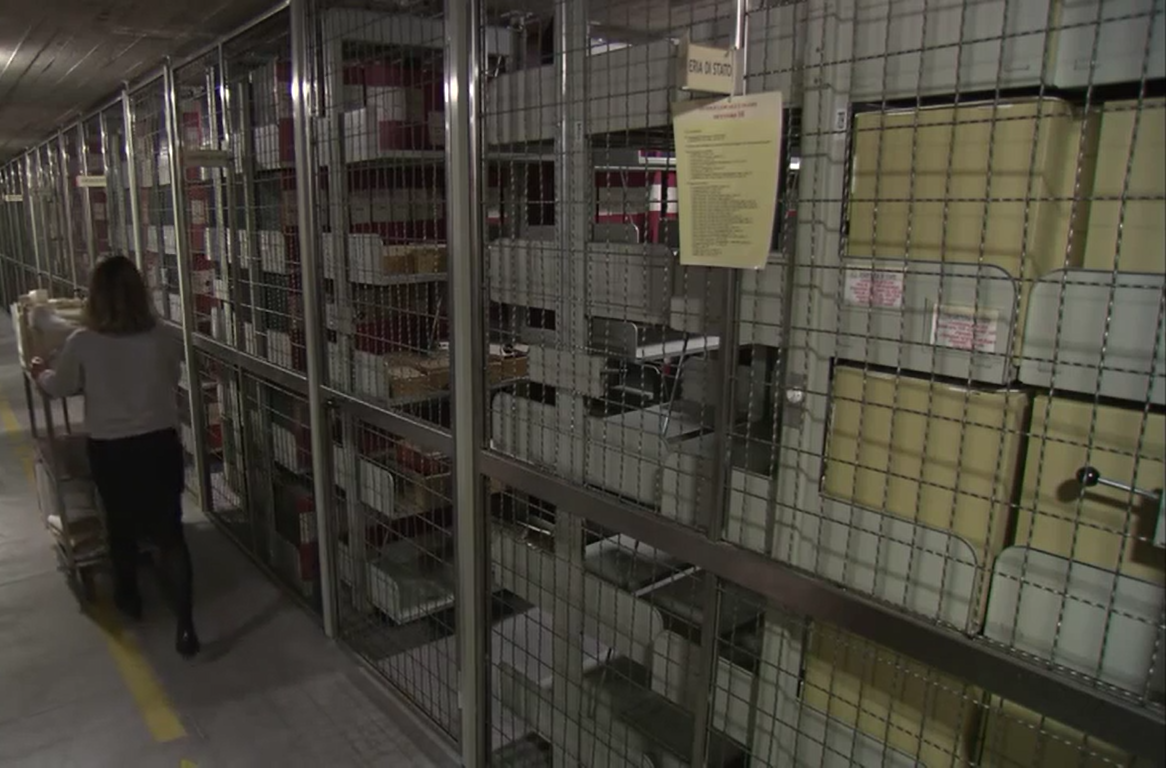
Vatikánský apoštolský archiv - podzemní trezor

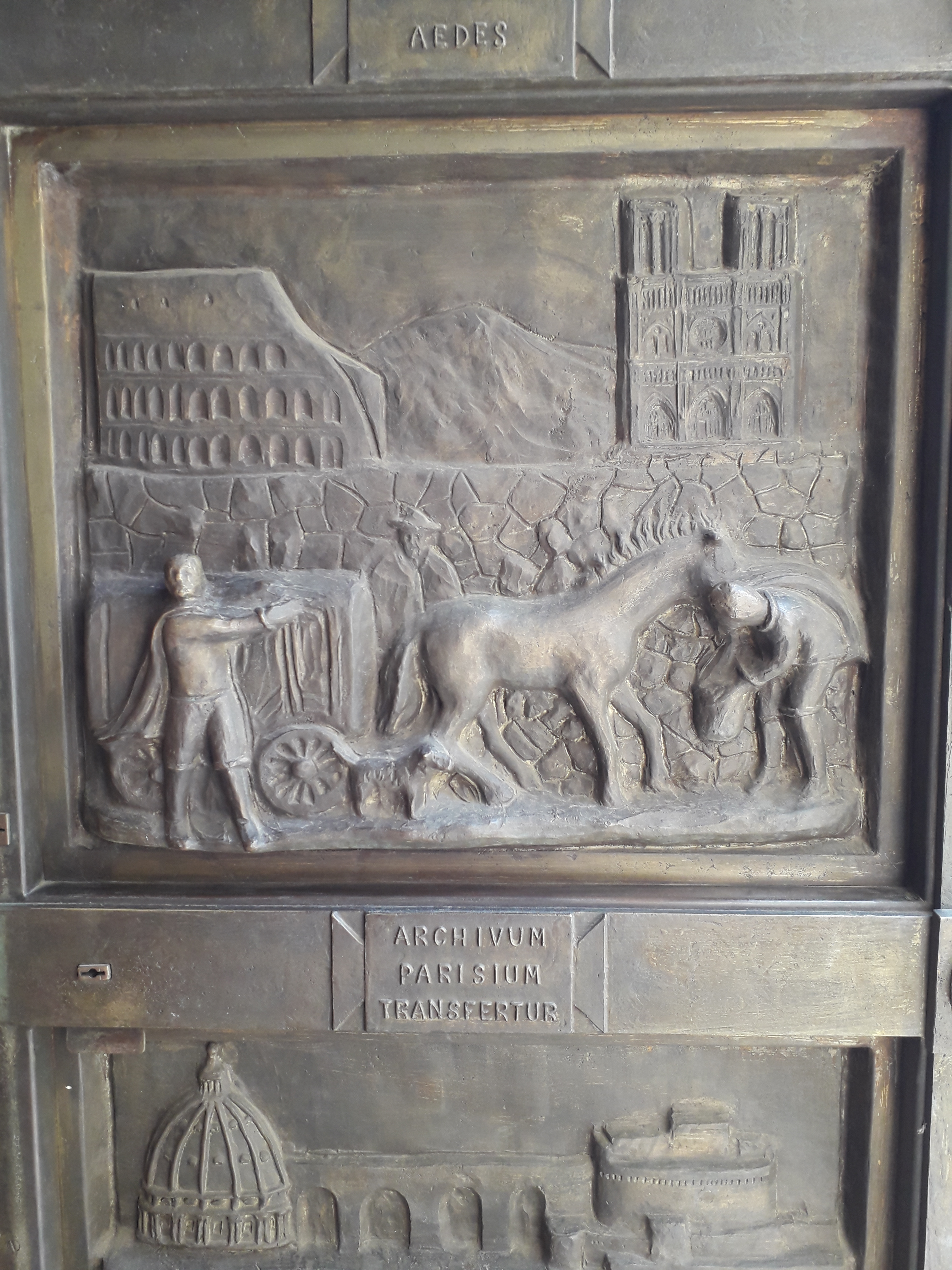
Detail dveří Vatikánského archivu z roku 1985 (T. Gismondi)

Věra Jenšovská-Kosinová, někdy uváděna jako Věra Jenšovská nebo rodným příjmením Věra Kosinová (4. února 1895 Vysoké Mýto – 25. dubna 1982 Praha) byla česká historička, archivářka, vědecká pracovnice bývalého Zemského archivu v Praze (a později Historického ústavu ČSAV) a autorka odborných statí z oboru historie a archivnictví. Kromě samotného archivnictví se zabývala také pomocnými historickými vědami, ediční teorií a praxí a badatelskou činností ve vatikánských archivech, kde zkoumala a zpracovávala tzv. „bohemika“.

## Život

### Rodinné zázemí
Věra Kosinová se narodila 4. února 1895 ve Vysokém Mýtě, ale rodiče se záhy po jejím narození přestěhovali do Prahy. Jejím dědečkem byl český pedagog, filolog, publicista, spisovatel, moravský národní buditel a vlastenec Jan Evangelista Kosina. Jejím otcem byl český historik a středoškolský profesor Jaroslav Kosina (1862–1928). Manželem Věry Kosinové se stal (někdy kolem roku 1937) historik a archivář PhDr. Bedřich Jenšovský, který zastával v letech 1933 až 1941 funkci ředitele Archivu země české v Praze. Jenšovský v roce 1933 vystřídal tehdejšího ředitele Jana Bedřicha Nováka, který z funkce odešel v roce 1933 na odpočinek a téhož roku zemřel.

Rodinní příslušníci
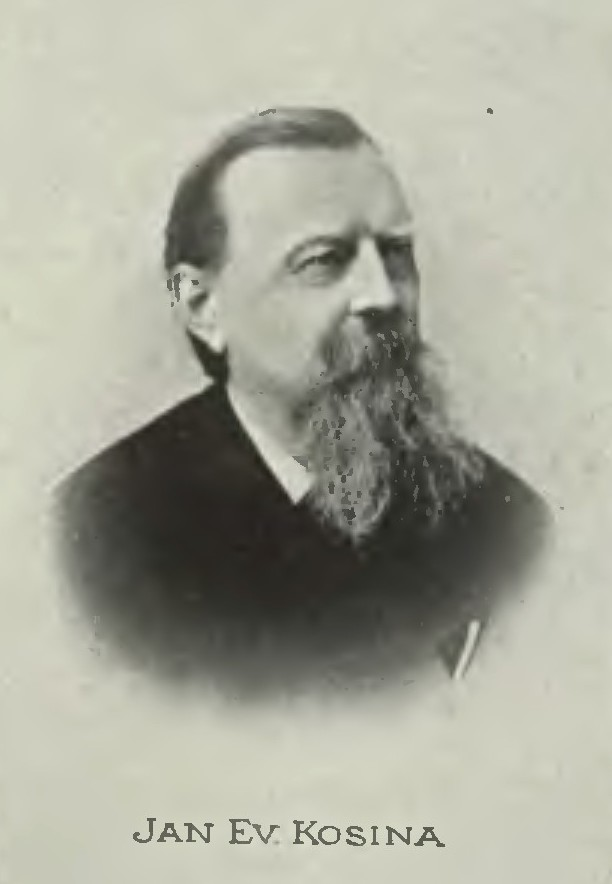
Její dědeček Jan Evangelista Kosina
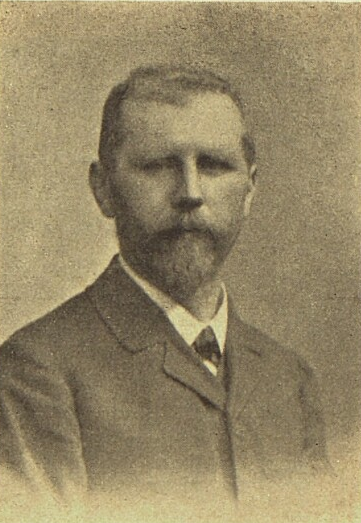
Její otec Jaroslav Kosina (1862–1928)
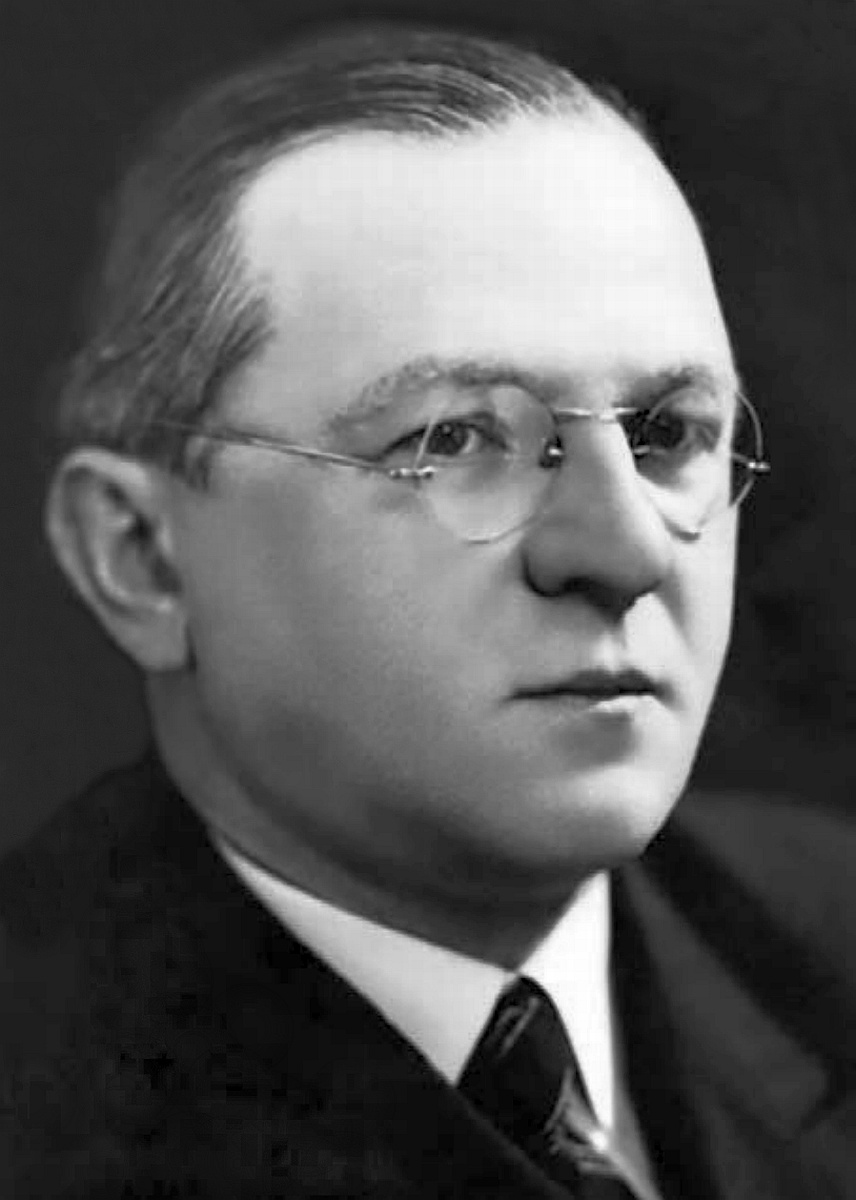
Její manžel PhDr. Bedřich Jenšovský

### Studia
Středoškolské studium na soukromém pražském dívčím gymnáziu Minerva zakončila v roce 1914 maturitní zkouškou na Akademickém gymnáziu ve Štěpánské. Ve vysokoškolském studiu (v letech 1914 až 1919) pak pokračovala na Filozofické fakultě Univerzity Karlovy v Praze. Tady studovala předmět pomocné vědy historické u archiváře a historika profesora Gustava Friedricha a též obor české dějiny u předního historika, profesora Josefa Pekaře a u profesora českých dějin Václava Novotného. Titul PhDr. obdržela v roce 1922 složením zkoušek a obhájením disertační práce O úřadě nejvyššího purkrabí pražského do r. 1627. 

Její vysokoškolští profesoři
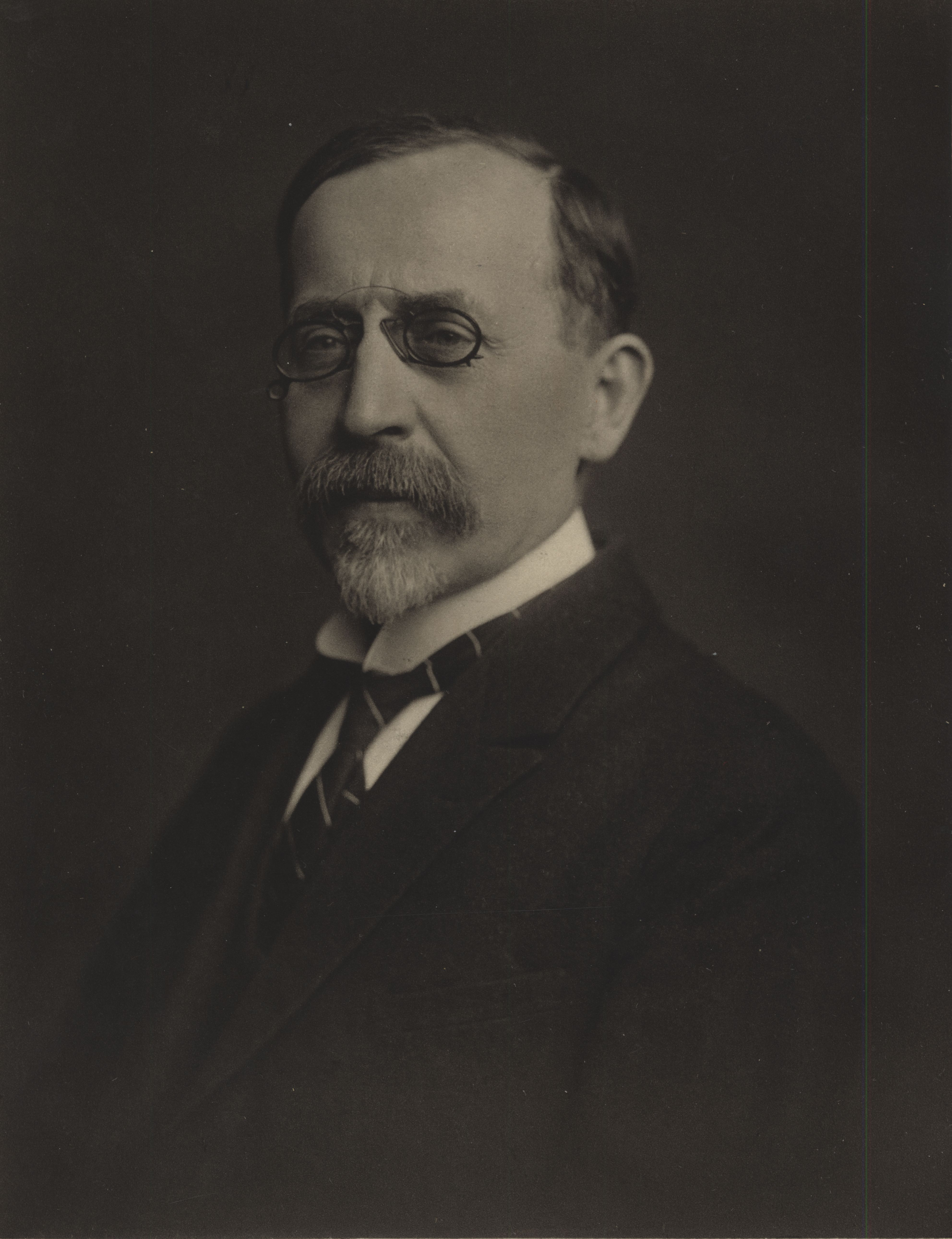
Gustav Friedrich
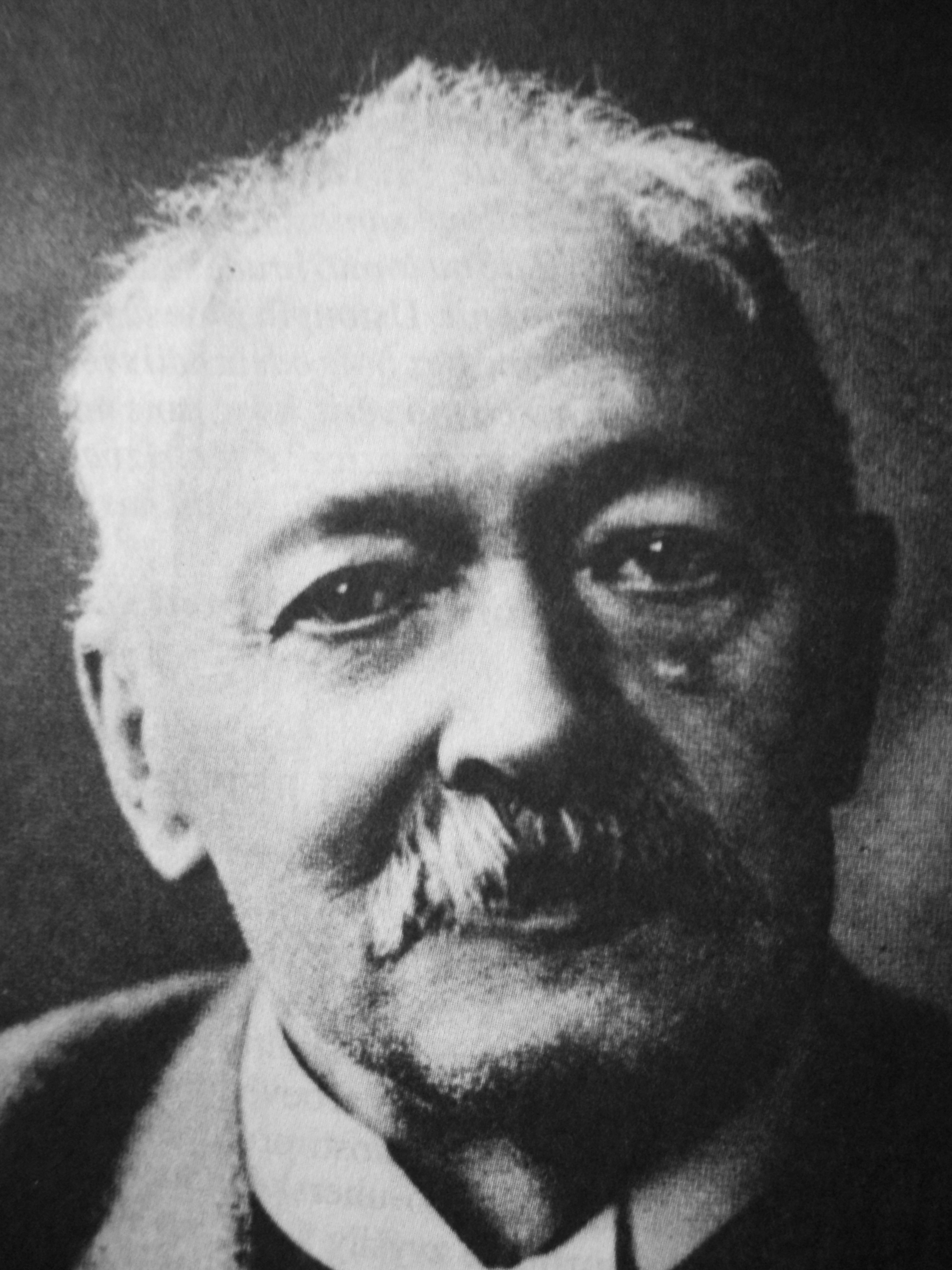
Josef Pekař
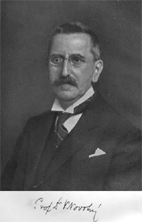
Václav Novotný

Od roku 1917 pracovala (nejdříve jako kopistka, později jako pomocná sila vědecká) v Zemském archivu v Praze. Do studia na nově otevřené Státní archívní škole v Praze nastoupila Věra Kosinová jako studentka 1. kursu (1919 až 1921). Studium zprvu dvouleté (později tříleté) úspěšně dokončila v roce 1921 složením závěrečné státní zkoušky. Podmínkou absolvatoria bylo i vypracování závěrečné práce Pozemkové a jiné úřední knihy panství rychmburského a její obhajoba. (Práce vyšla v roce 1927 tiskem v Časopise pro dějiny venkova 14.) Rok po absolvování Státní archivní školy dosáhla (v roce 1922) titulu doktorka filozofie (PhDr.).   

### Bohemika
Koncem 19. století byl v Římě zahájen český historický výzkum bohemik uložených jako archiválie v depozitech Vatikánského apoštolského archivu. Toto bádání bylo přerušeno první světovou válkou, ale ve 20. letech 20. století došlo k obnovení tohoto výzkumu a edičního programu. Věra Kosinová, stipendistka ministerstva školství, byla v rámci tohoto projektu v roce 1922 vyslána do Říma. Jejím úkolem byl výzkum bohemik v registrech papežů Jana XXII. (1316–1334) a Benedikta XII. (1334–1342). Tento výzkum, respektive jeho výsledky měly sloužit jako úvodní díl (tzv. tomus prodromus) české edice vatikánských bohemikálních pramenů, které vešly ve známost pod označením Monumenta Bohemiae Vaticana. Na tomto úkolu pracovala Věra Kosinová, stipendistka Československého historického ústavu v Římě, jak v letech 1923 až 1924, tak i později (v roce 1926) a jeho výstupy jsou uloženy ve sbírce opisů Státního ústředního archivu (Národního archivu) v Praze–Dejvicích (někdejší zemský archiv). 

### Další kariera
V letech 1917 až 1937 trvale působila v Archivu země české v Praze (od roku 1923 jako konceptní praktikantka, později jako koncipistka) nakonec jako vědecká pracovnice. Od roku 1931 pak jako zemská archivářka. Po druhé světové válce pak pracovala (v rozmezí let 1946 až 1962) v Historickém ústavu Československé akademie věd Praha.

### Publikační práce
- V roce 1930 publikovala (pod názvem Nejvyšší úřad purkrabský ve zřízeních zemských) svoji rozšířenou disertační práci O úřadě nejvyššího purkrabí pražského do r. 1627 v Pekařově sborníku I.[6] Práce se týkala zemských zřízení, sněmovních usnesení od roku 1497 spjatých s působností nejvyššího purkrabího pana Zdeňka Lva z Rožmitálu.
- V roce 1931 publikovala (a věnovala k 60. narozeninám profesora Gustava Friedricha) studii nazvanou Bohemika ve vatikánském fondu Instrument miscellanei,[6] kde uplatnila některé vlastní poznatky získané během svého badatelského pobytu v Římě v letech 1923, 1924 a 1926.
- V roce 1932 (u příležitosti 60. narozenin tehdejšího ředitele zemského archivu Jana Bedřicha Nováka) publikovala (v Novákově jubilejním sborníku z roku 1932) studii nazvanou Zdeněk ze Šternberka a jeho královské ambice (Studie k portrétu z dějin České šlechty predrenesančni).[6]

### Předválečná a válečná léta
Po sňatku Věry Kosinové s ředitelem zemského archivu Bedřichem Jenšovským ukončila Věra Jenšovská v roce 1937 svoje působení v instituci, kterou vedl její choť, ale v odborné práci pokračovala jako jeho spolupracovnice až do jeho zatčení dne 8. října 1941. Vrchní zemský rada Bedřich Jenšovský byl nejen významný český zemský archivář, historik a editor sbírek dokumentů, ale vykonával i vyšší funkce v sokolské organizaci (ČOS) (člen výboru ČOS, člen předsednictva vzdělávacího sboru ČOS ). 
Po nástupu Reinharda Heydricha do funkce zastupujícího říšského protektora (27. září 1941) a vyhlášení prvního stanného práva se OSVO stala cílem úderů německých bezpečnostních orgánů (gestapo, sicherheitsdienst). Drtivý úder sokolské organizaci zasadily německé bezpečnostní složky v noci ze 7. na 8. října 1941, kdy proběhla po celém území protektorátu tzv. Akce Sokol namířená proti vedoucím činovníkům i proti řadovým členům tělovýchovné organizace Sokol.
Při této rozsáhlé zatýkací razii gestapa bylo zatčeno asi 900 až 1 500 členů České obce sokolské, (z toho asi 800 funkcionářů) mezi nimiž byli i významní sokolští odbojáři. Během této akce byl také 8. října 1941 zatčen ve své pracovně v Archivu země České v Praze i PhDr. Bedřich Jenšovský. Jenšovský byl zpočátku vězněn v policejní věznici gestapa v Malé pevnosti Terezín. Odtud byl deportován do koncentračního tábora v Osvětimi, kde byl držen od 15. ledna 1942 pod vězeňským číslem 25630. Tady byl nucen existovat v nelidských táborových podmínkách, byl vystaven týrání a mučení, čímž byl tělesně natolik oslaben, že onemocněl břišním tyfem na který 12. února 1942 zemřel.

### Po druhé světové válce

#### Regesta
Věra Jenšovská druhou světovou válku přežila a ihned po jejím skončení (ještě v roce 1945) nastoupila do Státního historického ústavu v Praze, který byl později transformován na Historický ústav Akademie věd České republiky. Její příchod do této instituce byl motivován posílením řešitelského kolektivu, který měl pokračovat v Erbenově a Emlerově edici Regest.

#### Nová ediční řada
Byla to právě Věra Jenšovská, kdo jako první z badatelů upozornil na fakt, že dosavadní způsob vydáváni veškerého diplomatického materiálu v jednotné chronologické řadě (cca od roku 1378) je nadále neúnosný, protože jeho množství i různorodost obsahu značně narostla. Na její podnět bylo rozhodnuto, že od doby Václava IV. (tj. od roku 1378) se budou diplomatické archiválie zpracovávat a vydávat postupně podle jednotlivých archivních fondů. Zároveň došlo i k časovému omezení shora (na dobu předhusitskou) tj. na léta panování krále Václava IV. (1378–1419). Nové zásady Věry Jenšovské ohledně vydávání Regest byly publikovány v Archivním časopise a Jenšovská se tak stala zakladatelkou nové ediční řady nazvané Regesta Bohemiae et Moraviae aetatis Venceslai IV. (1378 dec. — 1419 aug. 16). Současně se ujala úkolu zpracovat pro první díl této edice prvních sedm svazků Fontes archivi capituli metropolitanae ecclesiae Pragensis. T. I. (fasciculus 1-7) pokrývajících rozsah od roku 1378 do roku 1400.

#### Další publikační aktivity
V časopise Společnosti přátel starožitností uveřejnila v roce 1950 studii o středověké knihovně faráře Václava z Miličína v Bavorově. V roce 1954 zpracovala a vydala (na základě pozůstalosti svého manžela Bedřicha Jenšovskáho) obsáhlý rejstřík (o 265 stranách) ke 3. dílu edice Monumenta Bohemiae Vaticana. Jenšovská byla jmenována jako členka do Komise pro vydáváni historických pramenů k českým středověkým dějinám. Tato komise byla ustavena historickým kolegiem Československé akademie věd (ČSAV) a Jenšovská zde působila jako odborná recenzentka. Během svého působení zpracovala cca 10 tisíc latinských regestů z fondů kapitulního archivu (byly postupně publikovány ve výše zmíněných Fontes archivi capituli metropolitanae ecclesiae Pragensis v průběhu let 1967 až 1981). 
Věra Jenšovská-Kosinová zemřela ve věku  87 let a 80 dní dne 25. dubna 1982 v Praze.

### Publikační aktivity (výběr)
- KOSINOVÁ, Věra. Pozemkové a jiné úřední knihy panství rychmburského: příspěvek k diplomatice pramenů dějin hospodářských. Praha: [s.n.], 1927. Strana 49-61, 94-105.
- KOSINOVÁ, Věra. Pozemkové a jiné úřední knihy panství rychmburského: příspěvek k diplomatice pramenů dějin hospodářských. Praha: [s.n.], 1927. 1 svazek
- KOSINOVÁ, Věra. Pozemkové a jiné úřední knihy panství rychmburského: příspěvek k diplomatice pramenů dějin hospodářských. Praha: [s.n.], 1927. 12, 11 stran
- KOSINOVÁ, Věra. Nejvyšší úřad purkrabský ve zřízeních zemských století XVI. Praha: V. Kosinová, 1930. strany 353–382.
- JENŠOVSKÝ, Bedřich a KOSINOVÁ, Věra. Ilustrované dějiny světové. Díl V, Novověk III.; od konce světové války do podzimu roku 1938. Praha: Vilímek, 1939; 618 stran.
- KOSINOVÁ, Věra. Nástin přednášek 2. sjezdu československých historiků, pořádeného Československou společností historickou ve dnech 5.-11. října 1947 v Praze. Praha: Československá společnost historická, 1947; 46 stran.
- KOSINOVÁ, Věra. Středověká knihovna faráře Václava z Miličína v Bavorově. In: Časopis Společnosti přátel starožitností' Praha: Společnost přátel starožitností; Ročník 58, (1950), strany 179-183